# MonsterVerse
MonsterVerse (tiếng Việt: Vũ trụ Quái vật) là một thương hiệu truyền thông và là một vũ trụ điện ảnh hư cấu chia sẻ, tập trung vào một loạt các bộ phim quái vật (hay kaiju) được sản xuất bởi Legendary Entertainment và phân phối bởi Warner Bros. với bản quyền của hãng Toho. Bộ phim đầu tiên có vai trò khởi động vũ trụ là Godzilla (2014), khởi động lại thương hiệu Godzilla, tiếp theo là bộ phim Kong: Skull Island (2017), khởi động lại thương hiệu King Kong. Các bộ phim tiếp theo được phát hành lần lượt là Godzilla: King of the Monsters (2019) và Godzilla vs. Kong (2021). Thương hiệu này đã thu về tổng cộng 1,6 tỷ đô la trên toàn thế giới, đồng thời nhận được phản hồi tích cực từ giới phê bình và người hâm mộ.

## Phát triển
Legendary Entertainment đã xác nhận vào tháng 7 năm 2014 trong sự kiện San Diego Comic-Con International rằng họ đã có được bản quyền của Mothra, Rodan và King Ghidorah từ hãng Toho và tiết lộ các cảnh quay với các tiêu đề "Xung đột: không thể tránh khỏi'. Tháng 9 năm 2015, Legendary tuyên bố rằng bộ phim Kong: Đảo Đầu lâu sẽ không được phát triển cùng với Universal Studios. Thay vào đó, nó sẽ được phát triển cùng với Warner Bros., làm dấy lên những lời đồn đại của giới truyền thông rằng Godzilla và King Kong sẽ xuất hiện trong cùng một bộ phim với nhau.
Vào tháng 10 năm 2015, Legendary tuyên bố kế hoạch kết hợp Godzilla và King Kong trong một bộ phim mang tên Godzilla đại chiến Kong, dự kiến ra mắt vào năm 2021. Các kế hoạch của Legendary để tạo ra một vũ trụ điện ảnh được chia sẻ là tập trung vào tổ chức Monarch (cơ quan bí mật của chính phủ xuất hiện trong phim Godzilla năm 2014), ngoài ra còn "quy tụ Godzilla và Kong: Đảo Đầu lâu trong một hệ sinh thái gồm các loài siêu khổng lồ khác, cả cổ điển lẫn mới". Trong khi Legendary đang duy trì ngôi nhà mới của mình tại Universal Pictures, thì những bộ phim về Godzilla vẫn được dành cho Warner Bros. – nhà phát hành của Kong: Đảo Đầu lâu. Thời điểm sản xuất Kong: Đảo Đầu lâu bắt đầu vào ngày 19 tháng 10 và trong phim sẽ có các tài liệu tham khảo, nghiên cứu của tổ chức Monarch.
Tháng 5 năm 2016, Warner Bros. tuyên bố cụ thể rằng Godzilla đại chiến Kong sẽ được phát hành vào ngày 29 tháng 3 năm 2021 và Chúa tể Godzilla sẽ bị lùi ngày phát hành từ ngày 8 tháng 6 năm 2018 đến ngày 22 tháng 3 năm 2019. Vào tháng 10 năm 2016, Legendary tuyên bố rằng Chúa tể Godzilla sẽ được quay tại xưởng phim Metropolis Phương Đông ở Thanh Đảo, Trung Quốc, cùng lúc với bộ phim Pacific Rim: Uprising. Cùng tháng đó, Legendary tiết lộ đang lên kế hoạch cho một đội ngũ biên kịch tạo ra vũ trụ điện ảnh quái vật, với Alex Garcia trong vai trò giám sát dự án cho Legendary.
Vào đầu tháng 1 năm 2017, Thomas Tull, người sáng lập Legendary, đã từ chức ở công ty, nhưng ông vẫn là nhà sản xuất cho loạt phim về quái vật với tên gọi chính thức là "MonsterVerse". Vào tháng 3 năm 2017, Legendary tập hợp các nhà biên kịch của mình để phát triển MonsterVerse và một kịch bản cho bộ phim Godzilla đại chiến Kong, cùng với Terry Rossio dẫn đầu một nhóm gồm Patrick McKay, JD Payne, Lindsey Beer, Cat Vasko, TS Nowlin, Jack Paglen và J. Michael Straczynski.

## Phim điện ảnh
| Phim điện ảnh                                              | Ngày phát hành (Hoa Kỳ) | Đạo diễn            | Biên kịch                                    | Kịch bản                                          | Nhà sản xuất                                                                   |
| ---------------------------------------------------------- | ----------------------- | ------------------- | -------------------------------------------- | ------------------------------------------------- | ------------------------------------------------------------------------------ |
| Godzilla                                                   | 16 tháng 5 năm 2014     | Gareth Edwards      | Max Borenstein                               | David Callaham                                    | Thomas Tull, Jon Jashni, Mary Parent và Brian Rogers                           |
| Kong: Đảo Đầu lâu                                          | 10 tháng 3 năm 2017     | Jordan Vogt-Roberts | Dan Gilroy, Max Borenstein và Derek Connolly | John Gatins                                       | Thomas Tull, Jon Jashni, Mary Parent và Alex Garcia                            |
| Godzilla: Đế vương bất tử                                  | 31 tháng 5 năm 2019     | Michael Dougherty   | Michael Dougherty và Zach Shields            | Max Borenstein, Michael Dougherty và Zach Shields | Thomas Tull, Jon Jashni, Mary Parent, Alex Garcia và Brian Rogers              |
| Godzilla đại chiến Kong                                    | 31 tháng 3 năm 2021     | Adam Wingard        | Eric Pearson và Max Borenstein               | Terry Rossio, Michael Dougherty và Zach Shields   | Thomas Tull, Jon Jashni, Brian Rogers, Mary Parent, Alex Garcia và Eric McLeod |
| Godzilla x Kong: Đế chế mới                                | 29 tháng 3 năm 2024     | Adam Wingard        | Terry Rossio, Simon Barrett và Jeremy Slater | Terry Rossio, Adam Wingard và Simon Barrett       | Thomas Tull, Jon Jashni, Brian Rogers, Mary Parent, Alex Garcia và Eric McLeod |
| Phần tiếp theo chưa có tên của Godzilla x Kong: Đế chế mới | 26 tháng 3 năm 2027     | Grant Sputore       | David Callaham                               | David Callaham                                    | TBA                                                                            |

### Godzilla(2014)
Bài chi tiết: Godzilla
Bộ phim lấy bối cảnh về nguồn gốc của Godzilla trong thời hiện đại và diễn ra vào 15 năm sau một vụ nổ hạt nhân ở Nhật Bản vô tình đánh thức hai sinh vật ký sinh khổng lồ, được gọi là "MUTO", phá hủy mọi thứ để sinh sản nhưng khi chúng làm như vậy đã đánh thức một kẻ săn mồi to lớn hơn, được gọi là "Godzilla ". Sự tồn tại của nó đã được chính phủ Mỹ giữ bí mật từ năm 1954. Bộ phim có vai trò giới thiệu Godzilla, MUTO và tổ chức Monarch cho MonsterVerse.
Năm 2004, đạo diễn Yoshimitsu Banno đã có được sự cho phép của Toho để sản xuất một bộ phim ngắn IMAX về Godzilla đang được phát triển trong nhiều năm cho đến khi dự án cuối cùng được chuyển sang Legendary Pictures. Vào tháng 3 năm 2010, Legendary tuyên bố đã có được bản quyền của Godzilla để khởi động lại bộ phim. Tháng 1 năm 2011, Gareth Edwards được công bố làm đạo diễn bộ phim. Bộ phim được sản xuất cùng với hãng Warner Bros. với việc hoàn thành bộ phim vào năm 2013 tại Canada và Mỹ để phát hành vào năm 2014. Godzilla đã được phát hành vào ngày 16 tháng 5 năm 2014, nhận được đánh giá tích cực từ các nhà phê bình và đạt tổng doanh thu phòng vé là 529 triệu USD trên toàn thế giới.

### Kong: Đảo Đầu lâu(2017)
Bài chi tiết: Kong: Đảo Đầu lâu
Bộ phim lấy bối cảnh vào năm 1973, có liên quan đến cuộc chiến tranh Việt Nam, lúc này có một nhóm các nhà khoa học và binh lính đi đến một hòn đảo chưa được biết đến ở Thái Bình Dương, gặp những sinh vật đáng sợ và Kong hùng mạnh. Bộ phim này giới thiệu Kong, Skull Crawlers và những loài quái vật khác trên đảo. Đoạn post-credits cuối phim giới thiệu Rodan, Mothra và King Ghidorah đến MonsterVerse.
Vào tháng 7 năm 2014 tại San Diego Comic-Con, Legendary đã công bố một câu chuyện về nguồn gốc của King Kong, ban đầu có tiêu đề Skull Island, với thời điểm phát hành ban đầu là vào ngày 4 tháng 11 năm 2016 và phân phối bởi Universal Pictures. Tháng 9 năm 2014, Jordan Vogt-Roberts được công bố là đạo diễn bộ phim. Tháng 9 năm 2015, Legendary đã phát triển bộ phim từ Universal Pictures cho Warner Bros. để tạo ra một vũ trụ điện ảnh mở rộng. Quá trình quay phim chính thức bắt đầu vào ngày 19 tháng 10 năm 2015 tại Hawaii và các địa điểm khác nhau trên khắp Việt Nam. Kong: Đảo Đầu lâu được phát hành ngày 10 tháng 3 năm 2017, nhận được đánh giá tích cực từ các nhà phê bình và đã thu về 552 triệu USD trên toàn thế giới. Bộ phim đã nhận được một đề cử cho hạng mục Hiệu ứng hình ảnh xuất sắc nhất tại Giải thưởng Hàn lâm lần thứ 90.

### Chúa tể Godzilla(2019)
Bài chi tiết: Chúa tể Godzilla
Sau khi Godzilla mở màn thành công với hơn 196 triệu USD trên toàn thế giới, Legendary đã khẳng định về phần tiếp theo của Godzilla với kế hoạch tạo ra một bộ ba tác phẩm. Vào năm 2014 tại sự kiến San Diego Comic-Con, Legendary khẳng định rằng họ đã có được bản quyền của Mothra, Rodan và King Ghidorah từ Toho. Vào mùa thu năm 2014, Legendary tuyên bố rằng phần tiếp theo sẽ được phát hành vào ngày 8 tháng 6 năm 2018 và Max Borenstein sẽ quay trở lại để viết kịch bản. Borenstein nói: "Phản hồi của phần phim đầu tiên thực sự thú vị, nhưng bây giờ thì thế giới đó đã được thiết lập, chúng tôi có thể làm những điều to lớn hơn và thậm chí tốt hơn."
Bộ phim lấy bối cảnh cơ quan Monarch đấu tranh để đảm bảo sự sống còn của nhân loại trong thời đại của những con quái vật có kích thước thần thánh. Ba quái vật mới tên là Rodan, Mothra và King Ghidorah trỗi dậy để thách thức Godzilla giành quyền thống trị tối cao. Bộ phim thay đổi định danh của các quái vật khổng lồ từ MUTOs thành Titans vì bí mật về sự tồn tại của chúng đã bị toàn thế giới biết đến.
Trước khi công bố một vũ trụ điện ảnh chung giữa Godzilla và Kong: Đảo Đầu lâu, Legendary ban đầu dự định sản xuất một bộ ba phim Godzilla với Gareth Edwards sẽ chỉ đạo trực tiếp tất cả các phim. Tuy nhiên, Edwards đã rời khỏi phần tiếp theo vào tháng 5 năm 2016 để làm việc cho các dự án quy mô nhỏ hơn. Vào tháng 1 năm 2017, Michael Dougherty được công bố là đạo diễn và đồng tác giả cho bộ phim. Quá trình quay chính thức bắt đầu vào ngày 19 tháng 6 năm 2017 tại Atlanta, Georgia cho đến ngày 27 tháng 9 năm 2017. Bộ phim dự kiến được phát hành vào ngày 31 tháng 5 năm 2019 dưới định dạng 2D, 3D và IMAX bởi Warner Bros. trên toàn thế giới, ngoại trừ tại Nhật Bản nơi nó sẽ được phân phối bởi Toho.

### Godzilla đại chiến Kong(2021)
Bài chi tiết: Godzilla đại chiến Kong
Bộ phim lấy bối cảnh sau các sự kiện đã diễn ra trong Chúa tể Godzilla. Trong thời đại mà các Titans đòi lại quyền làm chủ hành tinh, cuộc đấu tranh sinh tồn của nhân loại đã dẫn đến một cuộc chiến không thể tránh khỏi giữa Godzilla và Kong, trong khi đó Monarch cố gắng làm sáng tỏ nguồn gốc của các Titans và một âm mưu của loài người đe dọa tiêu diệt toàn bộ quái vật.
Dự án được công bố vào tháng 10 năm 2015 khi Legendary công bố kế hoạch về một vũ trụ điện ảnh chung giữa Godzilla và Kong. Đội ngũ biên kịch của bộ phim được tập hợp vào tháng 3 năm 2017 và Adam Wingard được công bố là đạo diễn vào tháng 5 năm 2017. Quá trình quay phim bắt đầu từ tháng 11 năm 2018 tại Hawaii và Úc cho đến khi kết thúc vào tháng 4 năm 2019. Godzilla đại chiến Kong dự kiến ra mắt vào ngày 26 tháng 3 năm 2021 dưới định dạng 2D, 3D và IMAX bởi Warner Bros. trên toàn thế giới, ngoại trừ tại Nhật Bản nơi nó sẽ được phân phối bởi Toho. Sau khi bị trì hoãn ngày phát hành kể từ tháng 11 năm 2020 do đại dịch COVID-19, bộ phim dự kiến được phát hành đồng thời tại các rạp và phát trực tuyến trên kênh HBO Max vào ngày 26 tháng 3 năm 2021, với thời gian công chiếu là một tháng tại Hoa Kỳ. Bộ phim trước đó đã được lên kế hoạch phát hành vào ngày 22 tháng 5, ngày 29 tháng 5, ngày 13 tháng 3 và ngày 20 tháng 11 năm 2020, nhưng đã bị lùi thời gian phát hành hiện tại sang năm 2021 do ảnh hưởng của đại dịch.

### Godzilla x Kong: Đế chế mới(2024)
Bài chi tiết: Godzilla x Kong: Đế chế mới
Bộ phim sẽ tiếp nối sau những cuộc đối đầu bùng nổ của "Godzilla đại chiến Kong", là một cuộc phiêu lưu điện ảnh hoàn toàn mới, đưa Kong toàn năng và Godzilla đáng sợ cùng nhau chống lại một mối đe dọa khổng lồ chưa được khám phá, ẩn sâu trong thế giới của chúng ta, thách thức sự tồn tại của chính chúng - và cả chúng ta. Bộ phim mới sẽ đào sâu hơn vào phần lịch sử của những Titan này, nguồn gốc của chúng cũng như những bí ẩn tại Đảo Đầu lâu và hơn thế nữa, đồng thời giúp ta khám phá trận chiến thần thoại đã giúp rèn giũa những sinh vật phi thường này và gắn kết chúng mãi mãi với loài người.

## Đón nhận

### Doanh thu phòng vé
| Tên phim          | Ngày phát hành (Mỹ)      | Tổng doanh thu phòng vé | Tổng doanh thu phòng vé | Tổng doanh thu phòng vé | Xếp hạng doanh thu mọi thời đại | Xếp hạng doanh thu mọi thời đại | Kinh phí          | Nguồn         |
| Tên phim          | Ngày phát hành (Mỹ)      | Nội địa                 | Quốc tế                 | Toàn thế giới           | Nội địa                         | Toàn thế giới                   | Kinh phí          | Nguồn         |
| ----------------- | ------------------------ | ----------------------- | ----------------------- | ----------------------- | ------------------------------- | ------------------------------- | ----------------- | ------------- |
| Godzilla          | Ngày 16 tháng 5 năm 2014 | $200,676,069            | $328,400,000            | $529,076,069            | 216                             | 202                             | 160 triệu USD     | [ 13 ]        |
| Kong: Đảo Đầu lâu | Ngày 10 tháng 3 năm 2017 | $168,052,812            | $398,600,000            | $566,652,812            | 307                             | 175                             | 185 triệu USD     | [ 14 ]        |
| Chúa tể Godzilla  | Ngày 31 tháng 5 năm 2019 | $110,500,138            | $276,100,000            | $386,600,138            | 633                             | 321                             | 170–200 triệu USD | [ 15 ] [ 16 ] |
| Tổng cộng         | Tổng cộng                | $479,229,019            | $1,003,100,000          | $1,482,329,019          | –                               | –                               | 515–545 triệu USD | –             |

### Phản ứng của khán giả và đánh giá chuyên môn
| Tên phim          | Rotten Tomatoes    | Metacritic       | CinemaScore |
| ----------------- | ------------------ | ---------------- | ----------- |
| Godzilla          | 76% (325 nhận xét) | 62 (48 nhận xét) | B+          |
| Kong: Đảo Đầu lâu | 75% (385 nhận xét) | 62 (49 nhận xét) | B+          |
| Chúa tể Godzilla  | 43% (341 nhận xét) | 48 (46 nhận xét) | B+          |

## Sản phẩm liên kết

### Sách
| Tiêu đề                                                              | Ngày phát hành      | Tác giả         | Chú thích                                             |
| -------------------------------------------------------------------- | ------------------- | --------------- | ----------------------------------------------------- |
| Godzilla: The Art of Destruction                                     | 13 tháng 5 năm 2014 | Mark Cotta      | Quá trình thực hiện Godzilla                          |
| Godzilla – The Official Movie Novelization                           | 20 tháng 5 năm 2014 | Greg Cox        | Tiểu thuyết về Godzilla                               |
| Kong: Skull Island – The Official Movie Novelization                 | 14 tháng 3 năm 2017 | Tim Lebbon      | Tiểu thuyết về Kong: Đảo Đầu lâu                      |
| The Art and Making of Kong: Skull Island                             | 21 tháng 3 năm 2017 | Simon Ward      | Quá trình thực hiện Kong: Đảo Đầu lâu                 |
| Godzilla: King of the Monsters – The Official Movie Novelization     | 31 tháng 5 năm 2019 | Gregory Keyes   | Tiểu thuyết về Godzilla: Đế vương bất tử              |
| The Art of Godzilla: King of the Monsters                            | 4 tháng 6 năm 2019  | Abbie Bernstein | Quá trình thực hiện Godzilla: Đế vương bất tử         |
| Kong and Me                                                          | 30 tháng 3 năm 2021 | Kiki Thorpe     | Sách tranh về tiền truyện của Godzilla đại chiến Kong |
| Godzilla vs. Kong: The Official Movie Novelization                   | 6 tháng 4 năm 2021  | Gregory Keyes   | Tiểu thuyết về Godzilla đại chiến Kong                |
| Godzilla vs. Kong: Sometimes Friends Fight (But They Always Make Up) | 6 tháng 4 năm 2021  | Carol Herring   | Sách tranh về Godzilla đại chiến Kong                 |
| Godzilla vs. Kong: The Art of the Ultimate Battle Royale             | 21 tháng 5 năm 2021 | Daniel Wallace  | Quá trình thực hiện Godzilla đại chiến Kong           |

### Truyện tranh
| Tiêu đề                                 | Ngày phát hành       | Tác giả                            | Họa sĩ minh họa                                        | Thiết kế trang bìa                | Chú thích                                                                   |
| --------------------------------------- | -------------------- | ---------------------------------- | ------------------------------------------------------ | --------------------------------- | --------------------------------------------------------------------------- |
| Godzilla: Awakening                     | 7 tháng 5 năm 2014   | Max Borenstein and Greg Borenstein | Eric Battle, Yvel Guichet, Alan Quah và Lee Loughridge | Arthur Adams                      | Tiểu thuyết đồ họa về tiền truyện liên quan đến Godzilla                    |
| Skull Island: The Birth of Kong #1      | 12 tháng 4 năm 2017  | Arvid Nelson                       | Zid                                                    | Zid                               | Truyện tranh về tiền truyện/hậu truyện liên quan đến Kong: Đảo Đầu lâu      |
| Skull Island: The Birth of Kong #2      | 28 tháng 6 năm 2017  | Arvid Nelson                       | Zid                                                    | Zid                               | Truyện tranh về tiền truyện/hậu truyện liên quan đến Kong: Đảo Đầu lâu      |
| Skull Island: The Birth of Kong #3      | 27 tháng 9 năm 2017  | Arvid Nelson                       | Zid                                                    | Zid                               | Truyện tranh về tiền truyện/hậu truyện liên quan đến Kong: Đảo Đầu lâu      |
| Skull Island: The Birth of Kong #4      | 22 tháng 11 năm 2017 | Arvid Nelson                       | Zid                                                    | Drew Johnson                      | Truyện tranh về tiền truyện/hậu truyện liên quan đến Kong: Đảo Đầu lâu      |
| Godzilla: Aftershock                    | 21 tháng 5 năm 2019  | Arvid Nelson                       | Drew Edward Johnson                                    | Christopher Shy và Arthur Adams   | Tiểu thuyết đồ họa về tiền truyện liên quan đến Godzilla: Đế vương bất tử   |
| Kingdom Kong                            | 6 tháng 4 năm 2021   | Marie Anello                       | Zid                                                    | Zid                               | Tiểu thuyết đồ họa về tiền truyện liên quan đến Godzilla đại chiến Kong     |
| Godzilla Dominion                       | 6 tháng 4 năm 2021   | Greg Keyes                         | Drew Edward Johnson                                    | Drew Edward Johnson               | Tiểu thuyết đồ họa về tiền truyện liên quan đến Godzilla đại chiến Kong     |
| Justice League vs. Godzilla vs. Kong #1 | 17 tháng 10 năm 2023 | Brian Buccellato                   | Christian Duce                                         | Drew Johnson và Romulo Fajaroo Jr | Crossover với nhóm Justice League của DC Comics                             |
| Justice League vs. Godzilla vs. Kong #2 | 21 tháng 11 năm 2023 | Brian Buccellato                   | Christian Duce                                         | Drew Johnson                      | Crossover với nhóm Justice League của DC Comics                             |
| Justice League vs. Godzilla vs. Kong #3 | 19 tháng 12 năm 2023 | Brian Buccellato                   | Christian Duce                                         | Drew Johnson và Romulo Fajaroo Jr | Crossover với nhóm Justice League của DC Comics                             |
| Justice League vs. Godzilla vs. Kong #4 | 16 tháng 1 năm 2024  | Brian Buccellato                   | Christian Duce, Tom Derenick                           | Drew Johnson và Romulo Fajaroo Jr | Crossover với nhóm Justice League của DC Comics                             |
| Justice League vs. Godzilla vs. Kong #5 | 20 tháng 2 năm 2024  | Brian Buccellato                   | Christian Duce                                         | Drew Johnson                      | Crossover với nhóm Justice League của DC Comics                             |
| Godzilla x Kong: The Hunted             | 12 tháng 3 năm 2024  | Brian Buccellato                   | Drew Johnson, Dario Formisani và Zid                   | David Aja                         | Tiểu thuyết đồ họa về tiền truyện liên quan đến Godzilla x Kong: Đế chế mới |
| Justice League vs. Godzilla vs. Kong #6 | 19 tháng 3 năm 2024  | Brian Buccellato                   | Christian Duce                                         | Drew Johnson                      | Crossover với nhóm Justice League của DC Comics                             |
| Justice League vs. Godzilla vs. Kong #7 | 21 tháng 5 năm 2024  | Brian Buccellato                   | Christian Duce                                         | Drew Johnson                      | Crossover với nhóm Justice League của DC Comics                             |

| Tiêu đề                              | Ngày phát hành                                               | Thiết kế trang bìa                                    | Chú thích |
| ------------------------------------ | ------------------------------------------------------------ | ----------------------------------------------------- | --- |
| Skull Island: The Birth of Kong      | 12 tháng 12 năm 2017                                         | Zid                                                   | Bộ sưu tập của tất cả bốn kỳ |
| Monsterverse Titanthology Vol. 1     | 22 tháng 6 năm 2021                                          | Arther Adams                                          | Tổng hợp Skull Island: The Birth of Kong và Godzilla: Aftershock |
| Legends of the Monsterverse          | 16 tháng 8 năm 2023 (Kickstarter) 5 tháng 3 năm 2024 (chung) | Zid (Kickstarter) Jonathan Marks Barravecchia (chung) | Bộ sưu tập bìa cứng của Godzilla: Awakening, Skull Island: The Birth of Kong, Godzilla: Aftershock, Kingdom Kong và Godzilla Dominion. Ngoài ra còn có một câu chuyện mới, Godzilla: Fight or Flight, có liên quan đến Godzilla đại chiến Kong. Nó được viết bởi Brian Buccellato và minh họa bởi Zid |
| Justice League vs. Godzilla vs. Kong | 25 tháng 6 năm 2024                                          | Dan Mora                                              | Bộ sưu tập bìa cứng của tất cả bảy kỳ |

### Trò chơi điện tử
Godzilla của Legendary đã được giới thiệu là một nhân vật có thể chơi được trong trò chơi điện tử Godzilla năm 2014 của Bandai Namco với tên gọi "Hollywood Godzilla". Vào năm 2017, một ứng dụng trải nghiệm thực tế ảo ngắn có tên Kong VR: Destination Skull Island đã có mặt tại 1500 địa điểm demo bán lẻ của Samsung, 15 địa điểm rạp chiếu phim AMC và các cửa hàng Samsung VR. Godzilla và Kong đã xuất hiện trong các sự kiện hợp tác với PUBG Mobile, World of Warships, Godzilla: Battle Line, Call of Duty: Warzone và Fortnite (cũng có sự góp mặt của Mechagodzilla). Đối với Godzilla x Kong: Đế chế mới, Legendary và Warner Bros. đã hợp tác với Roblox để tạo ra một đoạn giới thiệu tương tác thông qua "obby" giúp người dùng có thể tương tác với các nhân vật trong phim.
| Tiêu đề                        | Ngày phát hành | Nhà phát triển             | Nhà phát hành                          | Chú thích                                                  | Tham khảo     |
| ------------------------------ | -------------- | -------------------------- | -------------------------------------- | ---------------------------------------------------------- | ------------- |
| Godzilla: Crisis Defense       | May 7, 2014    | Legendary                  | Legendary                              | Webgame liên quan đến Godzilla                             | [ 35 ] [ 36 ] |
| Godzilla: Strike Zone          | May 15, 2014   | Warner Bros. Entertainment | Warner Bros. International Enterprises | Trò chơi di động liên quan đến Godzilla                    | [ 37 ]        |
| Godzilla: Smash 3              | May 16, 2014   | Rogue Play                 | Pipeworks                              | Trò chơi di động liên quan đến Godzilla                    | [ 37 ]        |
| Godzilla x Kong: Titan Chasers | 2024           | Hunted Cow Studios         | Tilting Point                          | Trò chơi di động liên quan đến Godzilla x Kong: Đế chế mới | [ 38 ]        |
| Kong: Survivor Instinct        | 2024           | 7Levels                    | Legendary                              | Trò chơi platform liên quan đến Godzilla đại chiến Kong    | [ 39 ]        |